# Туркестанский район
Туркеста́нский район (каз. Түркістан ауданы) — единица административного деления Сырдарьинского округа и Южно-Казахстанской (Чимкентской) области Казахской ССР (до 1936 — Казакской АССР, с 1991 — Республики Казахстан), существовавшая в 1928—2008 годах.

## История
Туркестанский район был образован 17 января 1928 года в составе Сыр-Дарьинского округа Казакской АССР на территории бывших Иканской, Карнакской, Чагатаевской и Чиликской волостей Туркестанского уезда Сырдарьинской губернии.
В 1930 году в связи с ликвидацией округов район перешёл в прямое подчинение Казакской АССР.
10 марта 1932 года район был отнесён к новой Южно-Казахстанской области.
По данным 1951 года район включал 1 город (Туркестан), 4 рабочих посёлка (Ачисай, Борисовка, Кантаги и Миргалимсай) и 8 сельсоветов (Атабайский, Жуйнекский, Куш-Атинский, Ново-Иканский, Старо-Иканский, Урангайский, Уюкский и Чагинский).
27 апреля 1956 года к Туркестанскому району был присоединён Фрунзенский район.
28 мая 1968 года город Туркестан был выведен из состава района, оставаясь при этом его центром.
В 2008 году Туркестанский район был упразднён, а его территория передана в административное подчинение городу Туркестану.

## Население
| 1939   | 1959   | 1970   | 1979   | 1989   |
| ------ | ------ | ------ | ------ | ------ |
| 93 773 | 76 040 | 52 885 | 66 531 | 65 323 |

По данным переписи 1939 года, национальный состав Туркестанского района был таким: казахи — 46,5 %, узбеки — 26,3 %, русские — 18,8 %, украинцы — 3,3 %, татары — 2,1 %